# Гебхард V фон Кверфурт
Гебхард V фон Кверфурт (на немски: Gebhard V zu Querfurt; * ок. 1200; † пр. 1237/1240) от фамилията на графовете Кверфурти на род Мансфелд, е господар и бургграф на Кверфурт.

## Произход
Той е син на Гебхард IV фон Кверфурт, бургграф на Магдебург († 1216), и съпругата му Луитгард фон Насау († 1222), дъщеря на граф Рупрехт III фон Насау († сл. 1191) и графиня Елизабет фон Лайнинген-Шаумбург († 1235/1238). Майка му Луитгард фон Насау се омъжва втори път пр. 27 февруари 1217 г. за граф Херман V фон Вирнебург († сл. 1254).
Брат е на Рупрехт I фон Кверфурт, архиепископ на Магдебург (1260 – 1266) и Бурхард II/VI († 1254/55/58), бургграф на Кверфурт, граф на Мансфелд и на Шрапелау.
Линията свършва през 1496 г.

## Фамилия
Гебхард V се жени за жена фон Вернигероде. Те имат две деца:
- Герхард II фон Кверфурт († сл. 1300), женен за графиня Луитгард фон Регенщайн († сл. 1274)
- Гебхард VI фон Кверфурт († 20 ноември 1297), граф на Остерфелд, женен за фон Липе и баща на Гебхард VII фон Кверфурт († 1322)